# Antennella siliquosa
Antennella siliquosa är en nässeldjursart som först beskrevs av Walter Douglas Hincks 1877.  Antennella siliquosa ingår i släktet Antennella och familjen Halopterididae. Inga underarter finns listade i Catalogue of Life.